# Senlicuo
Senlicuo (kinesiska: 森里错) är en sjö i Kina. Den ligger i den autonoma regionen Tibet, i den sydvästra delen av landet, omkring 690 kilometer väster om regionhuvudstaden Lhasa. Senlicuo ligger 5 387 meter över havet. Arean är 81 kvadratkilometer. Trakten runt Senlicuo består i huvudsak av gräsmarker. Den sträcker sig 22,7 kilometer i nord-sydlig riktning, och 9,2 kilometer i öst-västlig riktning.
Genomsnittlig årsnederbörd är 473 millimeter. Den regnigaste månaden är juli, med i genomsnitt 122 mm nederbörd, och den torraste är mars, med 9 mm nederbörd.